# 兵庫県道259号耀山日高線
兵庫県道259号耀山日高線（ひょうごけんどう259ごう かかやまひだかせん）は、兵庫県美方郡香美町から豊岡市に至る一般県道である。

## 概要
美方郡香美町村岡区耀山から豊岡市日高町伊府（いぶ）に至る。

### 路線データ
- 起点：美方郡香美町村岡区耀山（国道9号交点）
- 終点：豊岡市日高町伊府（伊府交差点、国道482号交点）
- 総延長：15.626 km
- 通行不能区間：美方郡香美町村岡区耀山 - 豊岡市日高町羽尻

## 路線状況

### 重複区間
- 兵庫県道268号十戸養父線（豊岡市日高町栗山 - 豊岡市日高町篠垣）

## 地理

### 通過する自治体
- 美方郡香美町
- 豊岡市

### 交差する道路
| 交差する道路                         | 市町村名 | 市町村名 | 交差する場所   | 交差する場所      |
| ------------------------------------ | -------- | -------- | -------------- | ----------------- |
| 国道9号                              | 美方郡   | 香美町   | 村岡区耀山     | 起点              |
| 通行不能区間                         |          |          |                |                   |
| 兵庫県道268号十戸養父線 重複区間起点 | 豊岡市   | 豊岡市   | 日高町栗山     |                   |
| 兵庫県道268号十戸養父線 重複区間終点 | 豊岡市   | 豊岡市   | 日高町篠垣     |                   |
| 国道482号                            | 豊岡市   | 豊岡市   | 日高町伊府（） | 伊府交差点 / 終点 |

### 沿線
- 豊岡市立三方小学校
- 植村直己記念スポーツ公園